# Das Nusch-Nuschi
Pour les articles homonymes, voir Nusch.
Das Nusch-Nuschi (Le Nusch-Nuschi) est un opéra en un acte de Paul Hindemith, avec un livret allemand de Franz Blei.
L'œuvre est la deuxième d'un triptyque d'opéras en un acte influencés par l'expressionnisme, la première étant Mörder, Hoffnung der Frauen et la troisième Sancta Susanna.

## Histoire
Il a d'abord été réalisé le 4 juin 1921 au Landestheater à Stuttgart sous la direction de Fritz Busch; Oskar Schlemmer a été le directeur.

## Rôles
| Rôle                                      | Type de voix | Distribution lors de la première le 4 juin 1921 (chef d'orchestre: Fritz Busch) |
| ----------------------------------------- | ------------ | ------------------------------------------------------------------------------- |
| Rag-weng                                  | diseur       |                                                                                 |
| le Nusch-Nuschi, une bête mythologique    | mime         |                                                                                 |
| Zatwai, séducteur de l'empereur 4 épouses | mime         |                                                                                 |
| Tum Tum, Zatwai du serviteur              | ténor buffo  | Heinrich Lohalm                                                                 |
| Mungo Tha Bya                             | basse        | Albin Swoboda, Jr                                                               |
| Kyce Waing, un chef de l'armée            | basse        | Reinhold Fritz                                                                  |
| Bangsa                                    | soprano      | Erna Ellmenreich                                                                |
| Osasa                                     | soprano      |                                                                                 |
| Ratasata                                  | soprano      |                                                                                 |
| Twaise                                    | contralto    |                                                                                 |
| Susulü                                    | ténor        | Felix Decken                                                                    |
| Kamadewa                                  | ténor        |                                                                                 |
| Maître de cérémonie                       | basse        |                                                                                 |
| Bourreau                                  | basse        |                                                                                 |
| Mendiant                                  | basse        |                                                                                 |
| Première danseuse                         | soprano      |                                                                                 |
| Deuxième danseuse                         | soprano      |                                                                                 |
| Premier maiden                            | soprano      |                                                                                 |
| Deuxième maiden                           | soprano      |                                                                                 |
| Troisième maiden                          | contralto    |                                                                                 |
| Premier poète                             | ténor        |                                                                                 |
| Deuxième poète                            | basse        |                                                                                 |
| Premier héraut                            | basse        |                                                                                 |
| Deuxième héraut                           | ténor        |                                                                                 |
| Premier singe                             | ténor        |                                                                                 |
| Deuxième singe                            | ténor        |                                                                                 |